# Alfons Van den Brande
Alfons Van den Brande (* 15. Februar 1928 in Kessel; † 23. April 2016 in Lier) war ein belgischer Radrennfahrer.

## Sportliche Laufbahn
Van den Brande war im Straßenradsport aktiv. Als Amateur gewann er 1948 eine Etappe in der Belgien-Rundfahrt für Amateure. Von 1952 bis 1961 war er Unabhängiger und Berufsfahrer. Er gewann 1953 den Omloop van Midden-Belgie, 1954 das Eintagesrennen Omloop der Vlaamse Gewesten, 1957 eine Etappe in der Belgien-Rundfahrt.
Zweiter wurde er bei Roubaix–Huy 1953 und im Flèche Wallonne 1955 hinter Stan Ockers. Dritter wurde er 1951 in der Straßenmeisterschaft der Unabhängigen, 1954 in der Flandern-Rundfahrt, 1955 bei Dwars door Vlaanderen und im Heistse Pijl 1957. Die Tour de France 1954 beendete er nicht.